# Santinezia calcarfemoralis
Santinezia calcarfemoralis is een hooiwagen uit de familie Cranaidae.